# 더 퀘이크: 오슬로 대지진
더 퀘이크: 오슬로 대지진(Skjelvet, The Quake)은 노르웨이에서 제작된 존 안드레아 앤더슨 감독의 2018년 액션, 드라마, 스릴러 영화이다. 크리스토퍼 요너 등이 주연으로 출연하였다.

## 출연

### 주연
- 크리스토퍼 요너
- 아네 달 토르프
- 조나스 호프 오프테브로
- 이디스 하겐루드 산드